# Trigonostigma heteromorpha
Trigonostigma heteromorpha és una espècie de peix cipriniforme de la família dels ciprínids.

## Morfologia
Els mascles poden assolir els 5 cm de longitud total.

## Distribució geogràfica
Es troba des de Tailàndia fins a Sumatra (Indonèsia).